# Ismael Fuentes
Ismael Fuentes, född 4 augusti 1981, är en chilensk före detta fotbollsspelare.

## Karriär
Fuentes började sin professionella karriär i Rangers år 2001 och spelade där fram till 2004. Därefter spelade han också en säsong i Colo-Colo innan han flyttade till Mexiko 2005.

## Landslaget
Fuentes debuterade i det chilenska landslaget 2004.